# لويس إيرنيستو غونزاليس
لويس إيرنيستو غونزاليس (25 نوفمبر 1972 في الإكوادور - ) هو لاعب كرة قدم إكوادوري في مركز الوسط. لعب مع نادي أوكاس.

## وصلات خارجية
- لويس إيرنيستو غونزاليس على موقع قاعدة بيانات كرة القدم.إي يو (الإنجليزية)
- لويس إيرنيستو غونزاليس على موقع ناشيونال فوتبول تيمز (الإنجليزية)